# 김주영 (1948년)
김주영(1948년 10월 12일~)은 대한민국의 정치인이다. 제5·6대 경상북도 영주시장을 지냈다.

## 학력
- 영주국민학교(졸업)
- 영주중학교(졸업)
- 영광고등학교(졸업)
- 고려대학교(신문방송학 학사)
- 미시간 대학교(응용경제학 석사)

## 역대 선거 결과
|  | 55.46% |

|  | 56.31% |

|  | 31.95% |

| 전임 권영창 | 제5·6대 경상북도 영주시장 2006년 7월 1일~2014년 6월 30일 | 후임 장욱현 |